# Паметници на победата
Паметници на победата са паметници, поставени на различни места в България, където са станали най-кръвопролитните сражения по време на Руско-турската война (1877 - 1878).

## История
Eдинaйceт пaмeтниĸa нa пoбeдaтa ca издигнaти в България пo типoв пpoeĸт нa истанбулския apxитeĸт Вокар. Moнyмeнтитe имaт eднaĸвa пиpaмидaлнa фopмa, виcoĸи ca oĸoлo 11 мeтpa, от камък, с мраморна украса на лицевата страна. Издигнати са след Руско-турската война през 1877-1878 г. и са издъpжaни в cтилa нa типичнитe зa тoгaвaшнa Pycия мeмopиaлни вoeнни пaмeтници. Πocтpoявaнeтo нa пaмeтниците е инициaтивa пoдeтa cлeд paзпopeждaнe нa pycĸия импepaтop Aлeĸcaндъp Втopи. Военният министър Милютин в писмо до ген. Тотлебен съобщава за императорското нареждане дa ce oтбeлeжaт мecтaтa в България, където ca ce вoдили нaй-тeжĸитe cpaжeния c османската apмия по време Руско-турската война дoвeлa дo Освобождението на България.
Организацията по построяването е възложена на офицери от инженерните войски от Одеския военен окръг под ръководството на инж.-полк. Рамбах, които пристигат в България през 1880 г. За облицовката на откритите повърхности е използван светлосив пясъчник. Елементите, украсяващи пирамидата на паметниците – Руският държавен герб, щитът и другите военни доспехи, Георгиевският кръст и плочите са правени в италианския град Карара в работилницата на майстор Фиаски.
- Формата на паметниците е пресечена пирамида с кръст на върха
- Руският държавен герб и Георгиевският кръст
- Плоча с надписа на лицевата страна
- Плоча с наименованията на военните формирования

Първите паметници са завършени през 1881 г. Πъpвият пaмeтниĸ е монитран в Πлoвдив. Toвa ce cлyчвa пpeз ceптeмвpи 1881 г. Moнyмeнтът e издигнaт нa Xълмa нa ocвoбoдитeлитe. След него през октомври 1881 г. е открит „Големият“ руски паметник на Шипка. Останалите паметници са изградени до 1891 г. През 1900 - 1902 г. във връзка с 25-годишнината от Освобождението на България около някои от тях са изградени паркове.
Понякога Руския паметник в София, изработен по подобен проект по същото време, е причесляван към тази група и за групата се говори за група от 12 паметника. Разликите в дизайна на паметника в София с останалите паметници са очевидни.

## Описание на паметниците
| Снимка | Описание/дати стар стил | Надпис | Населено място   | Местоположение |
| ------ | --- | --- | ---------------- | --- |
|        | Паметник на всички руски войскови части, участвали в дебаркирането и овладяването брега край Свищов на 15 юни 1877 г.                   | ВЪ ЦАРСТВОВАНИIЕ РОССIЙСКАГО ИМПЕРАТОРА АЛЕКСАНДРА II подъ главнымъ начальствомъ Генералъ-Лейтенантъ Радецкаго 15 юня 1877 года. переправа черезъ дунай у зимницы и бой у систова участвували въ бою: Почетный ЕГО ВЕЛИЧЕСТВА конвой, рота гвардейскаго экипажа, флотская стрѣлковая ротаучебнаго пѣхотнаго батальона. Пѣхотные полки: Брянскiй, Волынский, Минскiй, Подольскiй, Житомирскiй, 4-я стрѣлковая бригада. Донской казачiй № 23 полкъ, Уральская казачя сотня и 2 сотни Кубанскаго казачьяго войска. 1-я, 2 и 3 батареи 9-й арт.бригады, 14-я арт.бригада, 7-й сапёрный батальонъ. 3-й, 4, 5 и 6 понтонные батальоный. | Свищов           | Намира се на високия бряг на Дунав, източно от местността Текир дере 43°36′52.9″ с. ш. 25°24′09.6″ и. д. / 43.614694° с. ш. 25.402667° и. д.                                                |
|        | Паметник на участвалите в битката при Никопол на 3 – 4 юли/15 – 16 юли 1877 г.                                                          | Участвовали в бою полки Архангелогородскiй, Вологодскiй, Галицкiй, Пензенскiй, Тамбовскiй и Козловскiй пѣхотны; Бугскiй, Уланскiй, Донскiе казачьи №9 и №34, 2-и Кубанскiй казачий и Владикавказскiй казачий; Осетинскiй дивизионъ Терскогорскаго конно-иррегулярнаго полка, 5-я и 31 арт. бригады, Донская казачья №2 батарея, донская казачья конно-горная №1 батарея, 1-я рота 5-го сапёрнаго батальона. | Никопол          | Намира се на високия дунавски бряг в местността Кахая Баши 43°42′18″ с. ш. 24°53′52″ и. д. / 43.705° с. ш. 24.897778° и. д.                                                                 |
|        | „Големият“ руски паметник на Шипка в чест на участвалите в Шипченска битка през август 1977 г. и Шипченска битка през септември 1977 г. | ВЪ ЦАРСТВОВАНИIЕ РОССIЙСКАГО ИМПЕРАТОРА АЛЕКСАНДРА II 7-го Iюля 1877 года занятiе Шипкинскаго перевала подъ начальствомъ Генераль Адьютанта Гурко, 28-го Декабря 1877 года плѣнъ турецкой армiи, Генераль-Адьютантъ Князь Святополкъ-Мирскiй и Генераль-Лейтенантъ Скобелевъ, подъ главнымъ начальствомъ Генераль Лейтенанта Радецкаго. Въ дѣлахъ и бояхъ участвовали: Елецкiй, Сѣвскiй, Брянскiй, Орловскiй, Волiьнскiй, Минскiй, Подольскiй, Житомирскiй, Владимирскiй, Суздальскiй, Углицкiй, Казанскiй, Иркутскiй, Енисейскiй, Красноярскiй, Ярославскiй, Шуйскiй, Коломенскiй и Серпуховскiй пѣх. полки. 9-ой, 11, 12, 13, 14, 15 и 16 стрѣлковые баталiоны и двѣ роты 7-го пластунскаго батальона Кубанскаго казачьяго войска. 1-ая, 2, 3, 4, 5, 6, и 10 пѣшiя Болгарскiя бружины. Лейбъ-драгунскiй Московскiй ЕГО ВЕЛИЧЕСТВА и С-Петербургскiй уланскiй полки. Донскiе казачьи полки №№ 1-й, 9, 21, 23, 26 и 30. Уральская казачья сотня. 9-я и 14 арт. бригады, 1-я и 2 батареи 24 арт. бригады и 3-я батареи 2-й бригады, 2-я горная пѣшая батарея и два орудiя донской конно-арт. №10 батареи. Пять ротъ 2-го, 4 и 5 сапёрныхъ бат., два отдѣленiя 2-го полеваго инженернаго парка и одно отдѣленiе 3-го военно-телеграфнаго парка. | Шипченски проход | Намира се при Стоманената батарея 42°44′59.1″ с. ш. 25°19′34.1″ и. д. / 42.74975° с. ш. 25.326139° и. д.                                                                                    |
|        | Паметник на боевете при Стара Загора и Джуранли (Калитиново) на 19 юли 1877 г.                                                          | Въ царствованiе росiйскаго императора Александра ІІ подъ начальствомъ его высочества Княза Николая Максимилiановича Герцога Лейхтенбаркскаго 19 Iюля 1877 г. сраженiе при Джуранлiй и Ески Загрѣ. Участвовали въ бо: Полуэксадронъ почетнаго его величества конвоя. ПОЛКИ: Елецкiй и Сѣвскiй пѣхотные. 4-я стрѣлковая бригада. 1,2,3,4,5 и 6 дружины болгарскаго ополченiя. 2 сотни 7-го пластунскаго батальона Кубанскаго казаческаго войска. Астраханскiй и Казанскiй драгунскiе полки и Киевскiй гусарскiй. Донскiе казачьи полки №№ 21 и 26. Уральская казачья сотня, 16 конно-арт. батарея, Донскiя казачьи №№ 10 и 15 батареи. 1 и 2 горно-пѣшiя батареи. Сводная конно пiонерная команда. | Калитиново       | Намира се на 3 км североизточно в местността Шакови могили 42°26′47.9″ с. ш. 25°46′31.4″ и. д. / 42.446639° с. ш. 25.775389° и. д.                                                          |
|        | „Белият паметник“ в чест на отряда на Княз Александър Имеретински, освободил Ловеч на 22 август 1877 г.                                 | ВЪ ЦАРСТВОВАНИIЕ РОССIЙСКАГО ИМПЕРАТОРА АЛЕКСАНДРА II подъ начальствомъ Генераль-Лейтенанта Свѣтлейшаго Княза Имеретинскаго 22-го Августа 1877 года Взятiе приступом Ловчи УЧАСТВУВАЛИ В БОЮ: Сводная гвардейская полурота конвоя ЕГО ВЕЛИЧЕСТВА Собственаго ЕГО ВЕЛИЧЕСТВАЯ конвоя Л-Гв. Терскiй казачiй эскадронъ ПОЛКИ: Калужскiй, Либавскiй, Ревельскiй, Эстляндскiй, Псковскiй, Великолуцкiй, Казанскiй пѣхотнье и 1-и Батальонь Шуйскаго пѣхотнаго полка, 3 Стрѣлковая Бригада, 2 арт. Бригады, 3, 5, и 6 Батарея 3 арт. Бригады, 3 батарея 9 арт. Бригады, 2 Батарея 16 арт. Бригады, Донская казачья конно-горная №1 Батарея и №№ 8 и 10 конно-арт. Батареи, 2 Кубанскiй казачiй полкъ, Владикавказскiй Терскаго войска и Осетинскiй Дивизiонъ Терскогорскаго конно-иррегулярнаго полка. | Ловеч            | Намира се на хълма Стратеш 43°08′14.4″ с. ш. 24°43′18.3″ и. д. / 43.137333° с. ш. 24.72175° и. д.                                                                                           |
|        | Паметник на победата на 9 септември 1877 г. в битката при Чаиркьой                                                                      | Въ царствованiя Россiйскаго Императора АЛЕКСАНДРА II подъ началствомъ Генералъ-Лейтенанта Татищева 9 сентебря Сраженiе при Церковнѣ. | Лом Черковна     | Намира се на 0.5 км на изток 43°20′26.1″ с. ш. 25°58′34.2″ и. д. / 43.340583° с. ш. 25.976167° и. д.                                                                                        |
|        | Паметник на победата на 14 и 30 ноември 1877 г. в битката при Мечка – Тръстеник                                                         | Въ царствованiя Россiйскаго Императора АЛЕКСАНДРА II подъ началствомъ ихъ императорских височествъ наследника Цесаревича и великаго княза Владимiра Алксандровича. 14-го и 30-го ноября 1877 года сраженiе у Трестеника и Мечки. въ бояхъ участвовали: Гвардейскiй экипажъ, пъхотные полки: Азовскiй, Днепровскiй, Украинскiй, Одескiй, Безсарабскiй, Херсонскiй, Тераспольскiй, Бендерскiй, Маршанскiй и Зарайскiй. Кавалерия: Стародубовскiй, Драгунскiй, Бългородекiй, Уланскiй, Ахтъiский, Гусарскiй, Донской №№ 12 и 37, двъ сотни 31-го и одна 36-го Донскихъ полковъ. 12-я и 33 Арт. бригадъi, 2-я,3 и 6 батареи, 35-й Арт. бригадъi, Донскiя казачьи №№ 5 и 21 батареи, 7-й сапернъiе батальонъ и 3-я и 4-я ротъi 2-го сапернаго батальона. Броненосная лодка „Никополь“ | Мечка            | Намира се на 2 км северозападно в местността Стълпище 43°41′47.4″ с. ш. 25°57′12.9″ и. д. / 43.6965° с. ш. 25.953583° и. д.                                                                 |
|        | Паметник на победата на генерал-лейтенант Аполон Цимерман                                                                               | ВЪ ЦАРСТВОВАНИIЕ РОССIЙСКАГО ИМПЕРАТОРА АЛЕКСАНДРА II подъ начальствомъ Генералъ-Лейтенанта Циммермана14 Января 1877 года. Сраженiе при Хаджи-Оглу-Базарджикѣ, | Добрич           | Намира се на изхода към Балчик вдясно до пътя 43°33′49.7″ с. ш. 27°51′21.9″ и. д. / 43.563806° с. ш. 27.856083° и. д.                                                                       |
|        | Паметник на руските войски освободили град Плевен на 28 ноември 1877 г.                                                                 | Въ царствованiе россiйскаго императора Александра II под начальствомъ его императорсаго высочества Великаго княза Николая Николаевича Старшаго, Принца Карла Румынскаго и Генералъ-Адъютанта Тотлебена 8-го и 18-го Iюля и 30-го Августа 1877 года. Сраженiе подь Плевной. 12-го Октября бой у Горнаго Дубняка и Телиша. – 28-го Ноября. Сдача армiи Османа паши. В ДѢЛАХЪ УЧАСТОВАЛИ: ПОЛКИ Л.-Гв.: Преобаженскiй, Семеновскiй, Измайловскiй, Егерскiй, Московскiй, Гренадерскiй, Павловскiй, Финляндскiй, Литовскiй, Волынскiй; Гв. стрѣлковая бригада и Л.-Гв. Саперный бат. Конно-гренадерскiй, Уланскiй, Драгунскiй, Гыусарскiй. Его величества полки, дивизiонъ казачьяго Его величества полка, 1-й и 2-й Кубанскiе каз. эск. Уланскiй Его величества пи Гродненскiй гусарскiй полки. Л.-Гв. 1-я, 2 и 3 гвард. и гренад. арт. бригады и 2-я, 3, 5 и 6 Донскiя Л.-Гв. конно-арт. батареи. Гренадерскiе полки: Кексгольмскiй, С.-Петербургскiй, Киевскiй, Таврическiй, Самогидскiй, Московскiй, Сибирскiй, Малороссiйскiй, Фанагорiйскiй и АСтраханскiй. Пѣхотные полки: Калужскiй, Либавскiй, Ревельскiй, Эстляндскiй, Староингерманландскiй, Архангелогородскiй, Вологодскiй, Костромскiй, Галицкiй, Владимiрскiй, Суздальскiй, Углицкiй, Казанскiй, Ярославскiй, Шуйскiй, Коломенскiй, Серпуховскiй, Пензенскiй, Тамбовскiй, Козловскiй, Воронежскiй, Курскiй и Рылскiй. Кавалерiйскiе полки: Екатеринославскiй, Астраханскiй, Казанскiи и Рыжскiй драгунскiе; Харьковскiй Бугскiй, и Чугуевскiй уланскiе; Марiопульскiй и Кiевскiй гусарскiе; Донскiе казачьи полки № 4, 9, 21, 26, 34 и 38 и Кавказкая казачья бригада. Артиллерiя: 2 и 3 Гренад. арт. бригады; 2, 5, 16, 30, 31 и 32 арт. бригады; 1, 3, 5 и 6 батареи 3-й бригады. 7-я, 8, 16 и 18 конно-арт. бат. 2-я, 7, 8, 10, 15, 16 и 19 Донскiя конно-арт.бат. и Донская конно-горная № 1 батарея. 3 и 4 саперные бат. 1-я роты 5 и 6 сапернаго бат.; 3 понтонный бат. и отдѣленiя 3, 5 и 6 военно-телеграфныхъ парковъ. | Ясен             | Намира се 2 км източно от селото, на високия десен бряг на р.Вит до стария каменен мост, където е пленен Осман паша 43°25′52.9″ с. ш. 24°33′00.5″ и. д. / 43.431361° с. ш. 24.550139° и. д. |
|        | Паметник на победата на 21 ноември 1877 г. в битката при Арабаконак и на 19 декември 1877 г. в битката при Ташкесен (Саранци)           | Въ царствованiе россiйскаго императора АЛЕКСАНДРА II подъ начальствомъ Генералъ-Адiютанта Гурко. 21-го Ноября 1877 года СРАЖЕНIЕ при АРАБЪ-КОНАКѢ – 19-го Декабря СРАЖЕНIЕ при ТАШКИСЕНѢ УЧАСТВОВАЛИ ВЪ БОЮ: ПОЛКИ Л-ГВ: Преображенскiй, Семеновскiй, Измайловскiй, Егерскiй, Московскiй, Гренадерскiй, Павловскiй, Финляндскiй, Литовскiй, Гренадерскiй, Кексгольмскiй и С-Петербургскiй и Л-Гв. Волынскiй, Гвард. Стрѣлк. бригада, Конногренадерскiй, Уланскiй, Драгунскiй и Гусарскiй ЕГО ВЕЛИЧЕСТВА, Сводный казачiй, Уланскiй ЕГО ВЕЛИЧЕСТВА и Гродненскiй гусарскiй. Л.Гв. 1-я и 2-я арт. бригады, 3-я гвард. и гренад. арм. бригады, 2-я, 3, 5 и 6 донскiя батареи и гвард. конно-арт. бригада. Л-Гв. саперный батальонь. АРМЕЙСКIЕ ПОЛКИ: Новоингерманландскiй, Псковскiй, Великолуцкiй, Архангелогородскiй, Вологодскiй, Костромскiй, Галицкiй, Пензенскiй, Тамбовскiй, Козловскiй, Воронежскiй, пехотые: Екатеринославскiй и Астраханскiй драгунскiе, Донскiе казачьи №№ 21, 24, 26, 34 и Кавказская казачья бригада. 5-я и 31 арт. бригады: 2-я, 4 и 6 батареи 3-й арт. бригады, 16-я конно-арт. батарея и Донскiя казачьи батареи конно горная №1 конно.арт. №№8, 15 и 19. | Арабаконак       | Намира се на прохода Арабаконак при едноименния връх 42°46′04″ с. ш. 23°50′58″ и. д. / 42.767778° с. ш. 23.849444° и. д.                                                                    |
|        | Паметник на победата при Пловдив на 3 – 5 януари 1878 г.                                                                                | ВЪ ЦАРСТВОВАНИIЕ РОССIЙСКАГО ИМПЕРАТОРА АЛЕКСАНДРА II подъ начальствомъ Генераль Адьютанта Гурко въ бою 4 и 5 Января 1878 года сраженiи при Филиппополъ ВЪ БОЮ УЧАСТВОВАЛИ: | Пловдив          | Намира се на хълма Бунарджик (Хълм на Освободителите) 42°08′40.6″ с. ш. 24°44′14″ и. д. / 42.144611° с. ш. 24.737222° и. д.                                                                 |